# Röspe
Röspe (mundartlich Respe) ist als Siedlung ein Ortsteil von Erndtebrück im Kreis Siegen-Wittgenstein in Nordrhein-Westfalen. Am Stichtag 31. Dezember 2022  hatte die Siedlung 147 Einwohner.

## Geografie

### Lage
Röspe liegt im westlichen Teil Wittgensteins. Die Siedlung befindet sich unterhalb bzw. südlich des Breitenbergs (573,4 m ü. NN) an der Einmündung der von Westen kommenden Röspe in die von Süden heran fließende Eder.

### Nachbarorte
- Aue
- Rüspe, Kreis Olpe
- Zinse
- Birkelbach

## Geschichte
Die ersten urkundlichen Belege stammen aus der Mitte des 14. Jahrhunderts. Siegfried II., Graf von Wittgenstein war Lehnsherr über Röspe. Röspe gehörte zur Grafschaft Wittgenstein mit Sitz in Laasphe. Genannt wurden ein Friedrich von Rüsphe und ein Conrad von Rüspe; beides Angehörige eines Rittergeschlechts.
Im Jahre 1577 wurde das herrschaftliche Jagdhaus errichtet. 1590 erfolgte die Zuteilung an das Haus Berleburg. Eine Schmelzhütte und ein Hammerwerk wurden im Jahre 1673 unterhalb von Röspe errichtet. 1704 wurde ein zweiter Hammer unterhalb des Breiten Berges angelegt. 1724 wurden große Teile des Waldes gerodet; es kam zur Erbauung neuer Höfe.
Ab dem Jahr 1819 gehört Röspe zum Schultheißenbezirk Birkelbach. Röspe zählte zwei Häuser mit 28 Einwohnern. Dazu kam noch der Rösper Hammer mit sieben Einwohnern.
Mit dem Bau des Rösper Bahnhofs 1914 wurde die Siedlung mit Eröffnung der Bahnstrecke Altenhundem–Birkelbach an das deutsche Schienennetz angebunden. Das Bahnhofsgebäude wurde am 11. März 1945 bei einem Luftangriff zerstört.
Nach dem Zweiten Weltkrieg wurde Röspe Heimstatt zahlreicher Ostflüchtlinge. Am 1. Oktober 1956 wurde die Siedlung in die Gemeinde Birkelbach eingegliedert.
Der Ort gehörte bis zur Gebietsreform am 1. Januar 1975 zu der zuvor selbstständigen Gemeinde Birkelbach im damaligen Kreis Wittgenstein.